# 芳崎せいむ
芳崎 せいむ（よしざき せいむ、8月6日 - ）は、日本の漫画家。神奈川県出身。神奈川県立横浜翠嵐高等学校、立教大学文学部史学科卒。

## 来歴
1989年、秋田書店『ボニータ』に掲載の「あかちゃんと天使」でデビュー。
2018年、「アブラカダブラ〜猟奇犯罪特捜室〜」で第1回さいとう・たかを賞を受賞。
日本漫画家協会会員。

## 作品リスト
- 僕のライディーン
- エレベーター
- 永田町一丁目七番地
- 地球の楽園
- SLEEPING BEAUTY
- 風のゆくえ天のめぐり（講談社『Amie』、小学館）
- AQUAの季節（講談社『Amie』）
- Stranger on the Train（新書館『サウス』）※『ネコとケント』に改題
- 金魚屋古書店出納帳（少年画報社『アワーズガール』・小学館）
- OPEN MIND（講談社『モーニング』)
- 金魚屋古書店（小学館『月刊IKKI』）
- 鞄図書館（東京創元社『ミステリーズ!』）
- テレキネシス 山手テレビキネマ室（原作:東周斎雅楽、小学館『ビッグコミックスピリッツ』）
- うごかし屋（小学館『ビッグコミックオリジナル』）
- デカガール（原作：長崎尚志、講談社『Kiss PLUS』）
- うさぎ探偵物語（原作：長崎尚志、講談社『Kiss』）
- Tシャツ日和（太田出版『ぽこぽこ』）
- アブラカダブラ 〜猟奇犯罪特捜室〜（原作：リチャード・ウー、小学館『ビッグコミックオリジナル増刊』）
- 民俗学者 赤坂弥一郎の事件簿（原作：リチャード・ウー、講談社『月刊アフタヌーン』2022年10月号[4] - 2023年5月号[5]）